# Michael Möllenbeck
Michael Möllenbeck (né le 12 décembre 1969 à Wesel, Rhénanie-Westphalie, et mort le 2 novembre 2022) est un athlète allemand spécialiste du lancer du disque.

## Biographie

### Palmarès
| Date | Compétition                | Lieu     | Résultat | Performance |
| ---- | -------------------------- | -------- | -------- | ----------- |
| 1999 | Championnats du monde      | Séville  | 6e       | 64,90 m     |
| 2000 | Jeux olympiques            | Sydney   | 10e      | 63,14 m     |
| 2001 | Championnats du monde      | Edmonton | 3e       | 67,61 m     |
| 2002 | Championnats d'Europe      | Munich   | 3e       | 66,37 m     |
| 2002 | Coupe du monde des nations | Madrid   | 4e       | 64,57 m     |
| 2003 | Championnats du monde      | Paris    | 5e       | 66,23 m     |
| 2005 | Championnats du monde      | Helsinki | 3e       | 65,95 m     |
| 2006 | Championnats d'Europe      | Göteborg | 5e       | 64,82 m     |

### Record
| Épreuve          | Performance | Lieu     | Date        |
| ---------------- | ----------- | -------- | ----------- |
| Lancer du disque | 67,64 m     | Dortmund | 8 juin 2002 |